# Siedlung Flöz Dickebank

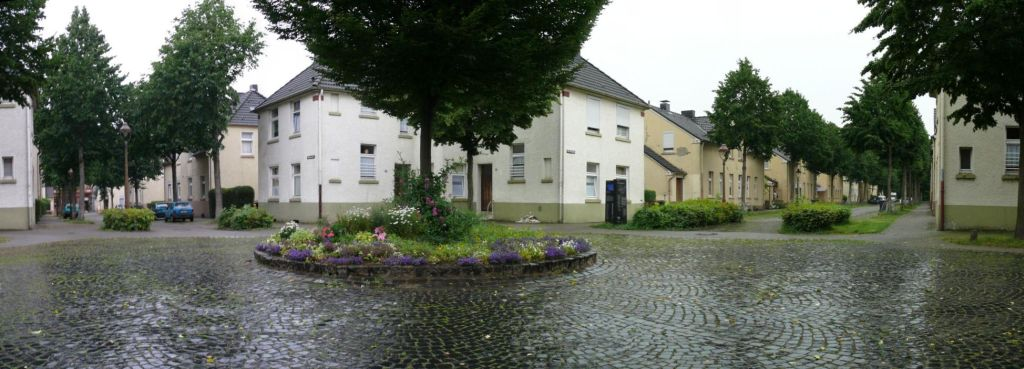
Zentraler Platz in der Siedlung

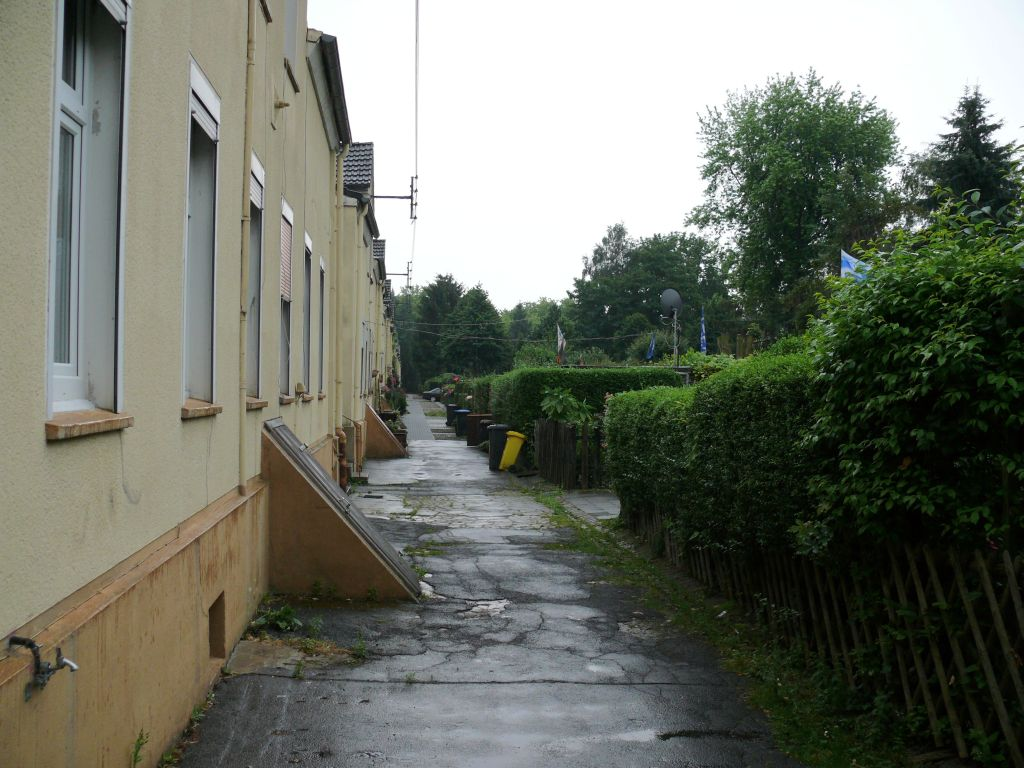
Blick in die Gärten der Siedlung

Die Siedlung Flöz Dickebank ist eine Zechenkolonie in Gelsenkirchen-Ückendorf. Sie ist nach dem „Flöz Dickebank“ benannt, eine der „Bochumer Schichten“ unter den zahlreichen Ruhr-Flözen. Der ursprüngliche Name der Bergarbeitersiedlung war Ottilienaue.

## Geschichte
Die Siedlung wurde ab 1868 für die Bergleute der Zechen Holland, Alma und Rheinelbe errichtet. Die drei Zechen fusionierten 1873 zur Gelsenkirchener Bergwerksaktiengesellschaft.
Bekannt wurde Flöz Dickebank durch den Widerstand der Bewohner gegen die geplante Kahlschlagsanierung in den 1970er Jahren. 1974 wurden von der Stadtverwaltung Gelsenkirchen und der Eigentümerin Rheinisch-Westfälische Wohnstätten AG der Abriss der Siedlung beschlossen. Anstelle der Arbeiterkolonie mit ihren Zwei- und Vierfamilienhäusern sollten 4- bis 12-geschossige Plattenbauten entstehen.
In der Dickebank formierte sich der Widerstand der Bevölkerung, die sich in einer Bürgerinitiative organisierte. 1976 fand hier der Kongreß zur Erhaltung von Arbeitersiedlungen statt. Unterstützt wurden die Bewohner von der damals entstehenden Häuserkampf-Bewegung. So dokumentierten Studenten der Berliner Filmakademie 1975 den Widerstand der Bewohner in dem parteinehmenden Film Flöz Dickebank.
Trotz Zwangsräumungen und Zumauerns einzelner Häuser gaben die Mieter nicht nach und gewannen schließlich den Kampf um ihre Häuser. Ab 1979 wurde die Siedlung modernisiert und blieb bis heute erhalten. Noch heute organisiert die Mieterschaft in einem Gemeinschaftsgebäude politische Veranstaltungen und gemeinsame Treffen. Seit 2008 steht die Siedlung unter Denkmalschutz.
Im Jahre 2012 verkaufte der damalige Eigentümer, die Deutsche Annington, die Siedlung an das Bochumer Unternehmen Häusser-Bau. Einige Bewohner erwarben bei dieser Gelegenheit das von ihnen bewohnte Haus.
Die Siedlung Flöz Dickebank ist heute Teil der Route der Industriekultur.

## Lage
Zu den Straßenzügen zählen Virchowstraße zwischen Bochumer Straße und Ottilienaustraße, Ulmenstraße, Flöz Dickebank und Flöz Sonnenschein. Auf der gegenüberliegenden Seite der Bochumer Straße liegen Häuser an der Stephanstraße und Rudolfstraße, die speziell für die Steiger errichtet worden waren.